# Saint-Félix-de-Villadeix
Saint-Félix-de-Villadeix – miejscowość i gmina we Francji, w regionie Nowa Akwitania, w departamencie Dordogne.
Według danych na rok 1990 gminę zamieszkiwało 286 osób, a gęstość zaludnienia wynosiła 17 osób/km² (wśród 2290 gmin Akwitanii Saint-Félix-de-Villadeix plasuje się na 894. miejscu pod względem liczby ludności, natomiast pod względem powierzchni na miejscu 663.).